# Lill-Grundsjön, Medelpad
Lill-Grundsjön är en sjö i Ånge kommun i Medelpad och ingår i Delångersåns huvudavrinningsområde. Sjön har en area på 0,203 kvadratkilometer och ligger 420 meter över havet. Avvattning sker alltså till Delångersån (Svågans) vattensystem, men sjöns utflöde heter Lill-Grundsjöbäcken.

## Delavrinningsområde
Lill-Grundsjön ingår i det delavrinningsområde (691589-149726) som SMHI kallar för Inloppet i Stor-Grundsjön. Medelhöjden är 439 meter över havet och ytan är 3,51 kvadratkilometer. Det finns inga avrinningsområden uppströms utan avrinningsområdet är högsta punkten. Avrinningsområdets utflöde Delångersån (Svågan) mynnar i havet. Avrinningsområdet består mestadels av skog (94 procent). Avrinningsområdet har 0,21 kvadratkilometer vattenytor vilket ger det en sjöprocent på 5,9 procent.